# 데이비드 S. 존슨
데이비드 스티플러 존슨(David Stifler Johnson, 1945년 12월 9일 ~ 2016년 3월 8일)은 알고리즘과 최적화 분야에서 유명한 컴퓨터 과학자이다. AT&T 연구소의 알고리즘과 최적화 부서의 장이었다.
애머스트 대학교를 1967년에 우등으로 졸업하고, MIT에서 1968년에 석사를, 1973년에 박사학위를 받았다. 모든 학위는 수학 전공으로 받은 것이다. 1995년에 계산기 학회의 펠로우가 되었다.
Computers and Intractability: A Guide to the Theory of NP-Completeness(ISBN 0-7167-1045-5)의 공저자이다.

## 같이 보기
- NP-완전
- 컴퓨터 과학자 목록